# Stjärnorna (Roger Pontare & Marie Bergman-låt)
Stjärnorna är en ballad med text av Micke Littvold och musik av Peter Bertilsson, som Roger Pontare och Marie Bergman sjöng då de tillsammans vann den svenska Melodifestivalen 1994. I Eurovision Song Contest 1994 var Anders Berglund dirigent. "Stjärnorna" hade på förhand inga större förväntningar att vinna, vilket även juryns röster visade. 48 poäng blev resultatet med trettonde plats. Låten fick som bäst tio poäng från Norge.
Melodin låg på Svensktoppen i fyra veckor under perioden 30 april-21 maj 1994, med placeringarna 2, 3, 3 och 10.